# Jamie Dimon
James L. "Jamie" Dimon, född 13 mars 1956 i New York, är en amerikansk företagsledare som är styrelseordförande, president och VD för den globala finanskoncernen J.P. Morgan Chase sedan mitten av 2000-talet.
Den amerikanska ekonomitidskriften Forbes rankade Dimon till att vara världens 1 693:e rikaste med en förmögenhet på 1,9 miljarder amerikanska dollar för den 15 december 2021.

## Biografi
Jamie Dimon föddes 1956 i USA och växte upp i en grekisk-amerikansk familj. Dimons farfar ändrade sitt efternamn från Papadimitriou till Dimon när han invandrade till USA. 
Dimon avlade en filosofie kandidat vid Tufts University och en master of business administration vid Harvard University.
Efter studierna 1982 blev Dimon assistent åt Sandy Weill, som var då president för den multinationella kreditkortsföretaget American Express Company. År 1985 drabbade American Express av intern maktkamp och Weill tvingades avgå och det resulterade att även Dimon valde inte fortsätta i företaget. Weill lyckades övertyga Control Data Corporation att avknoppa deras dotterbolag Commercial Credit i syfte att mildra de ekonomiska ansträngningar som Control Data hade. Weill utsåg Dimon till Commercials CFO och 1987 fick han rollen som president. Samma år förvärvade man Primerica, Inc. för 1,7 miljarder dollar och bytte namn från Commercial Credit Group till just Primerica. Dimon var CFO mellan 1987 och 1990 och president och COO mellan 1990 och 1993. De åren fortsatte företaget att förvärva andra företag och 1992 förvärvade man 27% av försäkringsbolaget Travelers Corporation för 722,5 miljoner dollar. Det gick dock bara ett år innan man valde att ta över hela Travelers till en kostnad på 4 miljarder dollar och tog namnet Travelers Group. År 1998 blev Travelers fusionerad med Citicorp och formade dåtidens största finansbolag i Citigroup Inc. Dimon fick rollen som president för Citigroup, det blev dock en kort sejour på positionen eftersom han fick sparken av sin mentor Weill året efter.
Ett år senare blev Dimon styrelseordförande och VD för Bank One Corporation. Den 1 juli 2004 fusionerades Bank One med J.P. Morgan Chase och Dimon fick positionerna president och COO för det kombinerade företaget. Den 1 januari 2006 blev Dimon utsedd som VD för J.P. Morgan Chase och exakt ett år senare blev han även utsedd som styrelseordförande för koncernen. Den 7 december 2016 meddelade den mäktiga intresseorganisationen Business Roundtable att Dimon kommer vara styrelseordförande för den mellan 1 januari 2017 och 31 december 2018.
Den 3 juni 2015 rapporterades det att Dimon hade blivit dollarmiljardär och hade en uppskattad förmögenhet på 1,1 miljarder dollar.